# 돼지고기 반란
돼지고기 반란(핀란드어: Läskikapina 래스키카피나[*], 스웨덴어: Fläskrevolten 플레스크레볼텐[*])은 1922년 핀란드 북부에서 발생한 사건이다. 2월 2일 경무장한 1개 대대 병력의 적위대원들이 쿠올라얘르비-사부코스키 구간의 핀란드-러시아 국경에서 핀란드 국경수비대 1개 중대를 무장해제시키고 국경을 넘었다. 적위대원들은 케미요키 주식회사가 소유한 벌목장까지 진격해서 벌목장 십장을 구속하고 돈궤를 압수했다.
"돼지고기 반란"이라는 이름이 붙은 이유는, 국경을 넘어온 적위대의 지도자 프란스 뮈륄래이넨이 돼지고기 나무상자 위에 올라가 “북방 적색유격대대의 전투 선언”을 연설했기 때문이다. 뮈륄래이넨이 연설을 한 뒤 노동자 283명과 그 가족들이 적위대 대대에 동조하여 그들에게 참여했으며, 참여한 이들에게 무기와 돈이 주어졌다. 이후 적위대는 다시 국경을 넘어 러시아 쪽으로 돌아가는 길에 다시 국경수비대 및 다른 작업장들을 강도했다. 2월 7일 240명의 적위대원들은 국경을 넘어 러시아로 넘어가는 데 성공했다. 북부지역 중심도시 로바니에미에 소식이 닿은 것은 2월 5일이었고, 적위대는 백위대 증원군이 도착하기 전에 무사히 빠져나갔다.

## 같이 보기
- 아우누스 원정
- 핀란드 내전
- 민족 전쟁 (핀란드)

## 참고 자료
- Jussila, O.; Hentilä, S.; Nevakivi, J. (1999). From Grand Duchy to Modern State: A Political History of Finland since 1809. London: Hurst & Co. 140쪽.